# Sepura
Sepura är ett engelskt företag verksamt inom tillverkning av radiokommunikationsutrustning för polis, brandkår och ambulans.
I Sverige är man en av leverantörerna till RAKEL.